# Willy Rösingh
Wilhelm „Willy“ Herman Conrad Enno Rösingh (* 2. Dezember 1900 in Amsterdam; † 5. Juni 1976 ebenda) war ein niederländischer Ruderer und Olympiasieger.
Willy Rösingh gewann bei den Europameisterschaften 1923 zusammen mit Teun Beijnen, P.M. Duyvis, M.M.C. Posno und M.O. Davis die Silbermedaille im Vierer mit Steuermann hinter dem Boot aus der Schweiz. Im Jahr darauf siegten Rösingh und Beijnen zusammen mit Steuermann C.J.A. van Lummel im Zweier mit Steuermann vor dem Schweizer Boot. Im Zweier ohne Steuermann gewannen die Schweizer Alois Reinhard und Wilhelm Siegenthaler vor Rösingh und Beijnen.
Bei den Olympischen Spielen 1924 in Paris traten nur drei Boote im Zweier ohne Steuermann an, im Finale am 17. Juli trafen Rösingh und Beijnen auf die Franzosen Maurice Bouton und Georges Piot. Nach 8:19,4 min erreichten die Niederländer das Ziel mit zwei Sekunden Vorsprung vor den Franzosen.